# Zygmunt Meter
Zygmunt Meter (ur. 2 maja 1907 w Warszawie, zm. 1968) – polski działacz komunistyczny, uczestnik II wojny światowej, funkcjonariusz aparatu bezpieczeństwa PRL.

## Życiorys
Od 1927 był członkiem Komunistycznego Związku Młodzieży Polskiej, w 1930 został sekretarzem Komitetu Miejskiego KMZP w Markach. Od 1934 należał do Komitetu Dzielnicowego Komunistycznej Partii Polski w Markach, pełnił funkcję sekretarza Zawiązku Zawodowego Robotników Przemysłu Chemicznego i Pokrewnych w Markach. Organizował strajki strycharzy i szewców, marsze głodnych, za co był wielokrotnie aresztowany i osadzany na Pawiaku. Od 1942 był członkiem Polskiej Partii Robotniczej oraz Gwardii Ludowej-Armii Ludowej, z polecenia partii był gajowym w leśnictwie Lipka koło Ostrówka, gdzie nawiązał współpracę z Batalionami Chłopskimi w ramach frontu narodowego. Po zakończeniu wojny partia skierowała go do pracy w Urzędzie Bezpieczeństwa, był szefem urzędu powiatowego w Sierpcu (PUBP w Sierpcu), Ostrowi Mazowieckiej (PUBP w Ostrowi Mazowieckiej) i Sokołowie Podlaskim (PUBP w Sokołowie Podlaskim). W lipcu 1952 ze względów zdrowotnych przeszedł w stan spoczynku, zmarł w 1968.
Odznaczony Krzyżem Kawalerskim Orderu Odrodzenia Polski.